# Marks (Familienname)
Marks ist ein deutscher, polnischer, niederländischer und englischer Familienname.

## Herkunft und Bedeutung
Marks ist ein Patronym und bedeutet Sohn des Mark.

## Namensträger
- Alan D. Marks (1949–1995), US-amerikanischer Musiker und Komponist
- Albert S. Marks (1836–1891), US-amerikanischer Politiker
- Andreas Marks (* 1970), deutscher Boxer
- Annemarie Marks-Rocke (1901–2004), deutsche Schauspielerin und Schauspiellehrerin
- Audrey Marks, jamaikanische Unternehmerin und Diplomatin
- Barthel Marks (1909–1980), deutscher Bildhauer, Maler, Lithograph
- Britta Marks (* 1967), deutsche Dokumentarfilmerin und Regisseurin
- Bryony Marks, australische Komponistin
- Caren Marks (* 1963), deutsche Politikerin (SPD)
- Carl Adolf Marks (1894–1945), deutscher Kaufmann und Widerstandskämpfer
- Caroline Marks (* 2002), US-amerikanische Surferin
- Charly Marks (1949–2023), deutscher Popsänger und Gitarrist
- Chris Marks (* 1980), deutscher Tischfußball-Spieler
- Christine Jackob-Marks (* 1943), deutsche Malerin
- Christoph Marks (* 1997), deutscher Volleyballspieler
- Cornelia Marks (* 1969), deutsche Autorin, Lyrikerin und Übersetzerin von Literatur
- Cory Marks (* 1989), kanadischer Rock- und Countrysänger
- Daniel Marks, US-amerikanischer Dokumentarfilmer
- David Marks (* 1948), amerikanischer Musiker
- Dennis Michael Marks (1948–2015), britischer Rundfunkproduzent, -regisseur und -manager
- Dominik Marks (* 1975), deutscher Fußballschiedsrichter
- Don Marks (1953–2016), kanadischer Schriftsteller, Filmemacher und Menschenrechtsaktivist
- Eduard Marks (1901–1981), deutscher Schauspieler und Schauspiellehrer
- Elias Marks (1765–1854), deutscher Kaufmann und Philanthrop
- Elizabeth Nesta Marks (1918–2002), irisch-australische Entomologin und Ökologin
- Erich Marks (* 1954), deutscher Pädagoge
- Ernst Marks (1850–1905), deutscher Druckereibesitzer und Zeitungsverleger
- Eugene R. Marks (1923–2013), US-amerikanischer Filmmusik-Editor
- Eva Marks (1932–2020), österreichische Holocaust-Überlebende
- Franklyn Marks (1911–1976), US-amerikanischer Film- und Jazzkomponist
- G. W. Marks (1833–1897), deutscher Komponist, siehe Johannes Brahms
- Gareth Marks (* 1960), britischer Schauspieler
- Gary Marks (* 1952), britischer Politologe
- Gertrude Ross Marks (1916–1994), US-amerikanische Theater- und Filmproduzentin
- Gil Marks (1952–2014), US-amerikanischer Historiker und Kochbuchautor
- Günther Marks (1897–1978), deutscher Kirchenmusiker, Kantor, Pädagoge, Organist und Komponist
- Hannah Marks (* 1993), US-amerikanische Schauspielerin
- Hans Marks (1905–1980), deutscher Kapitän zur See der Kriegsmarine
- Holger Marks (* 1972), deutscher Tenor
- Howard Marks (1945–2016), britischer Drogenhändler und Autor
- Isabel Marks (* 1978), französische Webcomic-Zeichnerin
- J. B. Marks (1903–1972), südafrikanischer Gewerkschaftsführer
- Jack Marks (1882–1945), kanadischer Eishockeyspieler
- James Marks (Architekt) († 1915), britisch-australischer Architekt
- James Marks (Politiker) (1835–1907), australischer Politiker
- James Marks (General), US-amerikanischer General und Industriemanager
- James D. Marks, US-amerikanischer Investor, Erfinder und Anwalt
- Jan-Philipp Marks (* 1992), deutscher Volleyballspieler
- Jeannette Augustus Marks (1875–1964), Professorin für Theater am Mount Holyoke College
- Jessica Marks, deutsche Pokerspielerin
- John Marks (Leichtathlet) (* 1923), australischer Leichtathlet
- John Marks (Bildungswissenschaftler) (1934–2012), britischer Bildungswissenschaftler
- John Marks (Politiker) (* 1947), US-amerikanischer Politiker
- John Marks (Eishockeyspieler) (* 1948), kanadischer Eishockeyspieler und -trainer
- John Marks (Tennisspieler) (* 1952), australischer Tennisspieler
- John Marks (Musiker), niederländischer Musiker
- John „Beaver“ Marks (1903–1972), südafrikanischer Politiker
- John D. Marks (* 1943), US-amerikanischer Autor
- Johnny Marks (1909–1985), US-amerikanischer Liedermacher
- Jonathan Marks, Baron Marks of Henley-on-Thames (* 1952), britischer Rechtsanwalt und Politiker (Liberaldemokraten)
- Jonathan M. Marks (* 1955), US-amerikanischer biologischer Anthropologe
- Jon Marks (1947–2007), britischer Jazzmusiker
- Justin Marks (Drehbuchautor) (* 1980), US-amerikanischer Drehbuchautor
- Justin Marks (Rennfahrer) (* 1981), US-amerikanischer Automobilrennfahrer
- Kurt Marks (1933–2011), deutscher Kameramann und Trickspezialist
- Laura U. Marks (* 1963), US-amerikanische Medientheoretikern
- Laurie J. Marks (* 1957), US-amerikanische Autorin
- Marc L. Marks (1927–2018), US-amerikanischer Politiker
- Melanie Marks (* 1996), deutsche Journalistin, Podcasterin und Fernsehmoderatorin
- Milton Marks (1920–1998), US-amerikanischer Politiker
- Milton Marks, Sr. (1892–1950), US-amerikanischer Politiker
- Owen Marks (1899–1960), britisch-amerikanischer Filmeditor
- Paul A. Marks (1926–2020), US-amerikanischer Mediziner
- Philip Marks, Kryptologe
- Rainer Marks (1941–2019), deutscher Radrennfahrer
- Richard Marks (1943–2018), US-amerikanischer Filmeditor
- Roswitha Marks, deutsche Schauspielerin, Regisseurin und Synchronsprecherin.
- Sammy Marks (Samuel Marks) (1843/44–1920), südafrikanischer Industrieller und Investor
- Sandra Marks (* 1969), Richterin am Bundesgerichtshof
- Sean Marks (* 1975), neuseeländisch-britisch-amerikanischer Basketballspieler und -funktionär
- Simon Marks, 1. Baron Marks of Broughton (1888–1964), britischer Unternehmer
- Stephan Marks (* 1951), deutscher Sozialwissenschaftler
- Sylvie Marks (* 1968), deutsche DJ und Musikproduzentin
- Tobin Marks (* 1944), US-amerikanischer Chemiker
- Ulla Marks (* 1960), deutsche Jazz-Sängerin siehe Anirahtak
- Vera Marks (* 1933), deutsche Schönheitskönigin
- Verity Marks (* 2003), britische Schauspielerin
- William Marks (1778–1858), US-amerikanischer Politiker